# Modèle de Harrod-Domar
Le modèle Harrod-Domar est un modèle économique qui explique de manière formalisée la croissance économique. Ancêtre des modèles de la théorie de la croissance exogène, il a ouvert la voie aux modèles modernes de la croissance, en particulier au modèle de Solow.
Ce modèle s'inscrit dans une logique keynésienne. L'économie est instable, et la croissance ralentie par une insuffisance du facteur capital par rapport au facteur travail. Le modèle appelle les décideurs publics à soutenir l'épargne et donc l'investissement.

## Présentation

### Histoire
Ce modèle a été présenté, dans des formulations proches, par deux économistes keynésiens : Roy Forbes Harrod en 1939 dans un article intitulé « An essay in dynamic theory », publié dans l’Economic Journal, repris et complété en 1948 dans l'ouvrage Toward a dynamic economics et Evsey Domar en 1947 dans un article intitulé « Expansion and Employment » publié dans l’American Economic Review.
Le modèle de Harrod et celui de Domar sont proches, même si leurs problématiques ne sont pas identiques. Domar ne cherchait qu'à attirer l'attention des Keynésiens sur les effets de l'investissement sur le plein emploi au-delà de la courte période tandis que Harrod visait à dynamiser la théorie keynésienne pour en faire un modèle de la croissance de long terme. Domar abandonnera d'ailleurs son modèle au profit du modèle néoclassique de Solow.

### Contenu
Le modèle Harrod-Domar adapte en partie la Théorie générale de John Maynard Keynes au long terme, là où les œuvres keynésiennes originelles se concentraient sur le court terme.
Il s'agit d'un modèle explicatif de la croissance économique. Il est en partie un modèle de croissance exogène, et en partie un modèle de croissance endogène. En effet, la fonction de production est basée sur le facteur travail et le facteur capital, or le taux de croissance démographique (facteur travail) est tenu pour exogène au modèle, et le facteur capital est lui tenu pour endogène, car basé sur une fonction d'épargne de la population et sur le ratio capital-production.
Le modèle soutient que la fonction de production est à facteurs complémentaires, ce qui signifie qu'il faut à la fois du capital et du travail pour que la machine capitaliste fonctionne. Comme la croissance démographique est exogène (elle n'est pas déterminée par le modèle), le plein emploi nécessite une augmentation du stock de capital au même rythme pour que toute la force de travail soit employée, sans quoi il y a du chômage. Si le stock de capital croît plus vite que la croissance démographique, alors une partie des capacités de production sera inemployée, faute de main d’œuvre suffisante.
De ce fait, le facteur capital et le facteur travail étant déterminés de manière indépendante, l'équilibre de plein emploi des facteurs de production ne peut qu'être le fait d'une heureuse coïncidence. Il n'y a aucun moteur au sein du système capitaliste qui assure un équilibre permanent entre les deux. Le modèle fait par conséquent  ressortir le caractère instable de la croissance économique (croissance déséquilibrée).
On peut ainsi déduire du modèle la nécessité de l'intervention étatique : lorsque le ratio capital/travail passe sous un certain seuil, la politique économique la plus favorable à la croissance sera celle qui favorisera l'épargne, et donc l'investissement.

## Modèle de Domar

### Bases du modèle
Le modèle de Domar vise à déterminer formellement les conditions qui doivent être remplies pour que la croissance d'un système économique soit équilibrée. Pour Domar, l'investissement a un double effet : à court terme, il augmente la demande globale (car l'investissement, c'est en partie une demande de biens de production) ; sur le long terme, l'investissement stimule l'offre (car l'investissement, c'est aussi l'accroissement des capacités de production).
En cela, Domar va plus loin que John Maynard Keynes, qui négligeait volontairement et explicitement ce second effet. Keynes, en effet, situait son analyse sur le court terme. Or, à court terme, l'investissement n'exerce un effet que sur la demande, via le multiplicateur d'investissement, selon lequel une dépense génère un investissement plus important encore.
Domar se charge donc de prolonger l'analyse keynésienne des effets d'investissement sur le temps long. Sa problématique est la suivante : à quelle condition l'accroissement du revenu est-il compatible avec l'augmentation des capacités de production ? Autrement dit, il veut déterminer les conditions qui permettent à l'augmentation de la demande d'être suffisante par rapport à l'augmentation de l'offre que suscite l'investissement.

### Formalisation des conditions de la croissance d'équilibre
Domar commence par formaliser mathématiquement la demande. Selon lui, la demande doit être analysée à travers le multiplicateur d'investissement keynésien : la demande est un investissement qui génère un investissement plus grand par la suite. La variation de la quantité de demande ({\displaystyle \Delta Q^{d}}) est donc égale au multiplicateur d'investissement multiplié par la variation de l'investissement :
{\displaystyle \Delta Q^{d}=m\cdot \Delta I\,}  (1)
Le multiplicateur d'investissement {\displaystyle m} est lui-même égal à :
{\displaystyle m={\frac {1}{1-c}}\,}
où {\displaystyle c} est la propension à consommer. En effet, ce qui n'est pas consommé est épargné, et l'épargne permet la consommation/investissement. Si on note {\displaystyle s} la propension à épargner, on a, par définition, {\displaystyle c+s=1\,} (consommation + épargne = 100 % du revenu). Par conséquent, (1) peut également s'écrire : 
{\displaystyle \Delta Q^{d}={\frac {\Delta I}{s}}\,}  (2)
Il faut toutefois aussi prendre en compte l'effet de l'investissement à long terme, c'est-à-dire sur l'offre. C'est là que Domar va plus loin que Keynes. En effet, l'investissement permet aux entreprises d'augmenter leurs capacités de production, et donc, l'offre. L'augmentation de la quantité de l'offre ({\displaystyle \Delta Q^{s}}) est alors égale à :
{\displaystyle \Delta Q^{s}={\frac {I}{k}}\,}  (3)
où {\displaystyle k} est le coefficient de capital, qui correspond à l'inverse de la productivité du capital. Domar présuppose, en effet, que la productivité du capital (Y/K) est constante : chaque unité de capital supplémentaire engendre la même croissance supplémentaire.
Comment une croissance peut-elle être équilibrée ? Il est nécessaire, pour y aboutir, que l'offre soit égale à la demande, c'est-à-dire que l'augmentation de la demande soit égale à l'augmentation de l'offre. Il faut par conséquent que {\displaystyle \Delta Q^{d}=\Delta Q^{s}\,}. En arrangeant (2) et (3), on trouve que :
{\displaystyle {\frac {\Delta I}{I}}={\frac {s}{k}}\,} (4)
Or, en regardant (2) et (3), on constate une forte asymétrie : si l'offre est proportionnelle à l'investissement, l'effet de l'investissement sur la demande est proportionnel à la variation de l'investissement. Rien ne vient donc garantir que la croissance de la demande soit suffisante pour valider la croissance de l'offre. La croissance n'est par conséquent pas nécessairement équilibrée.
Dès lors qu'on postule, comme le fait Domar, que le coefficient de capital {\displaystyle k} est constant, le taux de croissance de l'investissement est égal au taux de croissance ({\displaystyle \Delta I/I=g}). L'équation (4) signifie donc que pour que la croissance soit équilibrée, il faut que le taux de croissance soit toujours égal au rapport {\displaystyle s/k}. C'est là que se trouve l'origine du déséquilibre : la propension à épargner {\displaystyle s}, le coefficient de capital {\displaystyle k} et le taux de croissance de la production {\displaystyle g} sont indépendants les uns des autres. Il n'y a donc aucune raison pour que le taux de croissance permettant une croissance équilibrée se réalise.

### Conclusions de Domar
À partir de cette démonstration, Domar distingue deux situations :
- Dans le cas où l'augmentation de la demande est supérieure à l'augmentation de l'offre, c'est-à-dire si la croissance est supérieure à l'épargne divisée par le coefficient du capital ({\displaystyle g>s/k\,}), alors le déséquilibre engendrera de l'inflation.
- Dans le cas où l'augmentation de la demande est insuffisante par rapport à celle de l'offre, c'est-à-dire si {\displaystyle g<s/k\,}, alors le déséquilibre engendrera une récession déflationniste.

Autrement dit, si l'on part d'un niveau d'équilibre (plein emploi, pas de chômage), dans le cas où l'investissement croît à un taux inférieur à {\displaystyle s/k}, alors les capacités de production augmenteront plus que la demande ; cela génère du chômage et de la déflation. Domar, marqué par la Grande Dépression, considère cette possibilité comme la plus probable. Elle lui semble d'autant plus plausible que selon la Théorie générale, la propension à épargner doit croître avec l'accroissement des revenus.
Domar retrouve ainsi, en longue période, les conclusions que Keynes formulait pour la courte période : l'équilibre de sous-emploi est le plus probable dans une économie de marché. L'augmentation de l'investissement ne suffit pas, la plupart du temps, à générer une demande suffisante face aux capacités de production supplémentaires qu'elle induit ; le chômage en est la conséquence.
Dès lors, conclut Domar, il est nécessaire d'accorder à l'État un rôle essentiel de régulateur de la demande globale. En effet, l'équation (1) est valable pour toute dépense autonome : l'État peut ainsi stimuler la demande, sans augmenter l'investissement et donc sans accroître les capacités d'offre, restaurant ainsi l'équilibre de plein emploi. De même, l'État peut modifier, par sa politique fiscale notamment, la répartition des revenus de manière à accroître les revenus des plus pauvres, qui épargnent également le moins et consomment le plus, au détriment des plus riches. Cela a pour effet de diminuer la propension à épargner de l'économie, {\displaystyle s}. Par suite, le ratio {\displaystyle s/k} baisse : le taux de croissance de l'investissement nécessaire au maintien du plein emploi chute conséquemment.
Ce modèle reste limité au sens où il n'est pas un modèle réellement dynamique. En particulier, il n'incorpore aucune fonction d'investissement. Il ne fait que transposer deux conditions d'équilibre de courte période sur la longue période. Le modèle de Harrod, en incorporant une fonction d'investissement rudimentaire, dépasse en partie cette limitation, même si ses conclusions sont proches.

## Modèle de Harrod

### Bases du modèle
Harrod propose, concomitamment, un modèle complémentaire qui s'articule autour d'une meilleure conceptualisation du taux de croissance. Harrod articule en effet trois taux de croissance différents :
- Le taux de croissance garanti (noté {\displaystyle g_{w}}). Il correspond au taux de croissance qui permet l'équilibre sur le marché des biens sur la longue période, c'est-à-dire celui où les décisions d'épargne des ménages sont égales aux décisions d'investissement des entreprises ex ante à long terme, permettant ainsi aux investissements désirés par les entrepreneurs d'être réalisés.
- Le taux de croissance réalisé, c'est-à-dire le taux de croissance effectif de l'économie. Rien ne garantit qu'il soit toujours équilibré.
- Le taux de croissance naturel déterminé par l'accroissement de la population active, supposé exogène à l'économie, et de la productivité du travail.

À partir de ces concepts, Harrod se demande, comme Domar avant lui, quelles conditions doivent être réunies pour que le taux de croissance réalisé soit égal aux taux de croissance garanti, c'est-à-dire comment la croissance peut arriver à être équilibrée, à emprunter un sentier de croissance stable. Comment l'épargne peut-il être égal à l'investissement ? 
D'autre part, le taux de croissance garanti est-il compatible avec le taux de croissance naturel ? Autrement dit, le taux de croissance d'équilibre de l'économie est-il suffisant pour que l'augmentation de la population active ne débouche pas sur une augmentation du chômage ?

### Formalisation des conditions de la croissance d'équilibre
Harrod part des formalisations de Keynes pour créer son modèle. Il pose donc d'emblée que l'épargne ({\displaystyle S}) est proportionnelle au revenu ({\displaystyle Y}). Le revenu global de l'économie est distribué aux agents économiques, qui en épargnent une partie :
{\displaystyle S=sY\,} (1)
où {\displaystyle s} est la propension à épargner, comprise entre 0 et 1. Ce qui n'est pas épargné est dépensé ({\displaystyle c+s=1\,}).
Harrod suppose également que l'investissement ({\displaystyle I}) est proportionnel aux variations du revenu. Il ne fait ici qu'appliquer le principe de l'accélérateur d'investissement, selon lequel il existe un effet d'entraînement entre la croissance de la demande et l'investissement : une augmentation du revenu permet une augmentation de la demande, qui entraîne l'investissement. Si l'investissement est proportionnel aux variations du revenu, alors on peut l'écrire :
{\displaystyle I=k\cdot \Delta Y\,}  (2)
où {\displaystyle k} est le coefficient de capital, égal à {\displaystyle K/Y}, c'est-à-dire le rapport entre le capital disponible et la production qu'il permet de mettre en œuvre. Il s'agit d'une mesure de la capacité du capital à générer du revenu.
L'équilibre, pour un système économique, est une situation où {\displaystyle I=S}. On peut décomposer une telle situation ainsi, en créant une égalité entre (1) et (2) :
{\displaystyle S=sY=I=k\cdot \Delta Y\,}  (3)
Or, une simplification mathématique donne comme équivalent :
{\displaystyle sY=k\cdot \Delta Y\,}(4)
Ce qui donne en réarrangeant (4) :
{\displaystyle {\frac {\Delta Y}{Y}}=g_{w}={\frac {s}{k}}\,} (5)
Pour atteindre le taux de croissance garanti (c'est-à-dire le taux de croissance d'équilibre), il est donc nécessaire que le rapport {\displaystyle s/k} soit égal à la variation du revenu divisé par le revenu. Or, il n'y a pas de raison pour que le taux de croissance réalisé, qui dépend de décisions individuelles, respecte ce ratio. Ce ratio, en effet, dépend de la propension à épargner et du coefficient de capital de l'économie, qui dépendent des structures de l'économie, de la conjoncture, ...

### Formalisation du rapport à la croissance de la population active
Harrod cherche à élucider le rapport entre la croissance garantie et la croissance de la population active, qui rebat les cartes de la croissance.
Il note {\displaystyle g_{n}} le taux de croissance de la population active. Il pose que celui-ci est exogène à l'économie : il ne dépend que de la croissance de la population, qui n'est pas influencée par les phénomènes économiques. Pour que le taux de chômage reste stable, il faut que la population active augmente au même rythme que le taux de croissance garanti : {\displaystyle g_{n}} = {\displaystyle g_{w}}. Pour que la croissance soit équilibrée et sans chômage, on doit donc avoir :
{\displaystyle g_{n}={\frac {s}{k}}\,} (6)
Or, il n'y a aucune raison pour que cette dernière égalité soit réalisée : les trois variables {\displaystyle g_{n}}, {\displaystyle s} et {\displaystyle k} sont toutes indépendantes les unes des autres. Par conséquent, pour Harrod, la croissance est fondamentalement instable et porteuse de chômage.

### Conclusion de Harrod
Harrod aboutit aux mêmes conclusions que Domar, quoique par un moyen différent, comme le montre leur formalisation. L'économie a deux moteurs, mais rien ne garantit qu'ils fonctionnent de concert : le taux de croissance garanti n'est pas nécessairement égal au taux de croissance naturel. La croissance est « sur le fil du rasoir », constamment menacée par des déséquilibres. L'instabilité permanente rend l'intervention de l’État nécessaire.

## Postérité
Le modèle de Harrod-Domar a fait l'objet d'un intérêt fort de la part de la branche de la science économique qui étudie les conditions de croissance et de développement des pays sous-développés, à savoir l'économie du développement. Il a notamment été utilisé durant les Trente Glorieuses, avant d'être abandonné.
Le modèle semblait en effet donner aux pays en développement une clef de compréhension de leurs besoins économiques. On peut déduire du modèle, en effet, que pour croître, il est nécessaire ou bien d'augmenter la productivité du capital, ou bien d'augmenter l'épargne, pour en faire de l'investissement. Or, dans la mesure où la productivité du capital (égale à {\displaystyle 1/k}) était supposée à l'époque constante car dépendante de paramètres technologiques, le modèle suggérait aux dirigeants que le seul moyen pour leur pays de croître était d'augmenter l'épargne disponible. Dans la mesure où l'épargne privée étant insuffisante dans les pays en développement, seule l'aide étrangère et l'État, par une politique d'excédents budgétaires, pouvaient accroître le taux d'épargne de l'économie, finançant ainsi un taux d'investissement plus élevé.
Toutefois, comme le soutient Jagdish Bhagwati dans son manuel, le développement dépend plus de l'accroissement de la productivité du capital que de l'accroissement du taux d'investissement. Par ailleurs, rien ne garantit que l'aide étrangère se traduise par un accroissement identique de l'investissement : elle peut provoquer une baisse de l'épargne privée et de la productivité du capital.

## Limites et critiques

### Stabilité de la propension à épargner
Le modèle a été critiqué pour l'un de ses postulats, qui est la stabilité de la propension à épargner. Elle ne dépendrait d'aucune des autres variables du modèle. Or, à long terme, la propension à épargner d'une économie varie. Cela a conduit les post-keynesiens de Cambridge (Joan Robinson et Nicholas Kaldor, en particulier) à élaborer à partir du modèle de Harrod-Domar et de l'œuvre de Michał Kalecki, des modèles de croissance où l'épargne joue le rôle de variable d'ajustement.

### Non-substituabilité du travail et du capital
Un autre postulat du modèle est la non-substituabilité du travail et du capital. Toute augmentation de la production impliquerait un accroissement proportionnel du capital et de la main d'œuvre. La fonction de production est ainsi supposée être à proportion de facteurs fixe. Les ratios K/Y (coefficient de capital) et K/L sont donc stables. Or, cette hypothèse est difficile à soutenir pour la longue période, où se situe le modèle. Sur longue période, les entrepreneurs peuvent, par exemple, substituer de la main d'œuvre au capital, si le prix relatif de la main d'œuvre baisse par rapport à celui du capital.
Cette critique a notamment été portée par Robert Solow. Il remarque que si le ratio K/Y demeurait constant, « l'histoire du capitalisme aurait été bien plus erratique qu'elle ne l'a été ». En lissant les fluctuations, le trend de longue période est loin de la « croissance sur le fil du rasoir » que suggère le modèle de Harrod Domar. Cela a conduit Robert Solow à développer son propre modèle homonyme, avec une fonction de production où capital et travail sont substituables : si le coefficient de capital est variable, alors la croissance peut être durable. C'est ce modèle qui fait aujourd'hui encore référence en science économique, donnant au modèle de Harrod-Domar une valeur avant tout historique.